# (18192) Craigwallace
(18192) Craigwallace (2000 QP90) – planetoida z grupy pasa głównego asteroid okrążająca Słońce w ciągu 4,63 lat w średniej odległości 2,78 j.a. Odkryta 25 sierpnia 2000 roku.